# Márcio Pial
Márcio Cleber Leal Barbosa, mais conhecido pelo nome artístico Márcio Pial (São Paulo, 18 de setembro de 1978), é um humorista, dançarino, acrobata, coreógrafo e produtor brasileiro. Iniciou seu trabalho como artista em 1990 através do hip hop e da cultura de rua. Trabalhou em diversos espetáculos pelo Brasil com a Cia. Parlapatões, Circo Fractais e Pia Fraus. Seu espetáculo de stand-up comedy foi elogiado pela crítica da Folha de S. Paulo em 2013. Atualmente realiza trabalhos como produtor, humorista e está em cartaz com o espetáculo Márcio Pial Comedy Show – Uma Viagem aos Anos 80/90 em São Paulo.

## Biografia
Nascido em Goiás, Márcio Pial morou até os 15 anos nas periferias de Brasília, onde teve contato com o hip hop através de seus amigos de bairro. Em 1993, mudou-se para Mogi das Cruzes, na Grande São Paulo, onde começou a realizar trabalhos no break dance, no circo na e televisão.
Pial teve sua formação nas ruas, mas possui DRT de dançarino, humorista e artista circense. É o criador da Maratona Cultural de Mogi das Cruzes que acontece uma vez por ano. Em 2009 e em 2013, foi o vencedor do Prêmio Jovem Brasileiro Edição Mogi das Cruzes na categoria Artista.
É casado desde 2005 e tem quatro filhos.

## Hip Hop

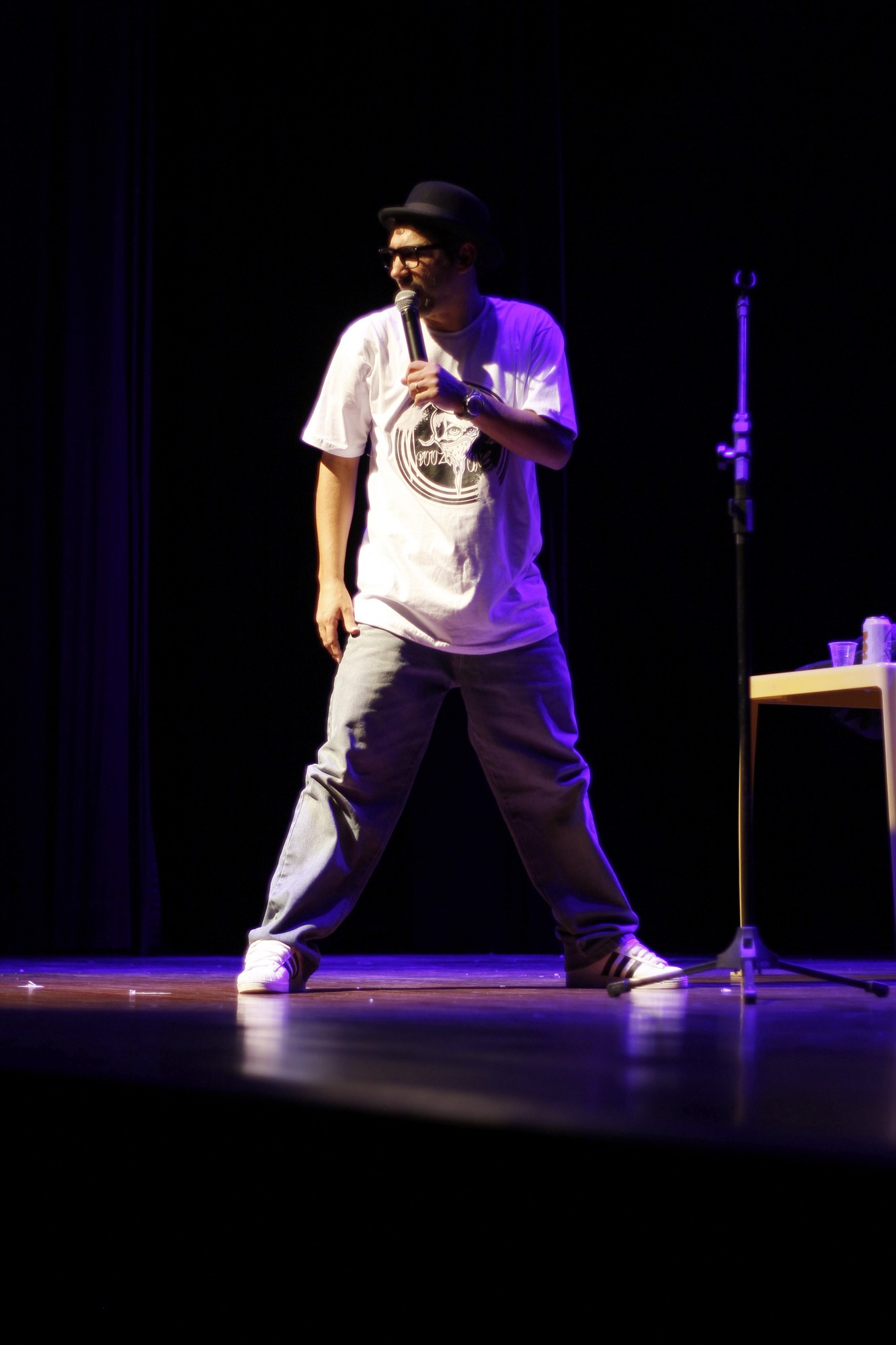
Márcio Pial em maio de 2014

Influenciado pelo breakdance, Márcio Pial começou a frequentar grupos de dança na estação São Bento do Metrô em São Paulo. Participou de diversos grupos de dança como o Fantastic Break, o Street Boys e o Master Duo. Foi um dos fundadores do grupo Die Hard Crew, participando dos principais campeonatos e festivais de dança do Brasil. Foi pioneiro no ensino do hip hop na cidade de Mogi das Cruzes e, em 2001, fundou sua própria companhia chamada Cia. de Rua Márcio Pial, onde passou a misturar circo, dança e humor.

## Dança
Em 1997, durante um festival de dança, Pial ganhou uma bolsa para estudar balé e, a partir daí, começou a dançar em companhias e bandas. Em 2003, após rolar um teste para trabalhar como dançarino no filme Acquária, ele fez seu primeiro trabalho como ator.

## Teatro e TV
Márcio Pial passou no teste para o filme Acquária e participou das gravações como ator, fazendo uma ponta com o personagem Squara. Nos anos seguintes, ele também atuou em outros dois longas-metragens: Linha de Passe, em 2007, com o personagem “Mano” e Tudo Que Aprendemos Juntos (filme de Sérgio Machado), em 2012, com o personagem Professor Ramon.
Na TV, Pial fez participações em novelas e apresentações em diversos programas: em janeiro de 2010, fez uma intercessão circense na novela Tempos Modernos da Rede Globo e, em novembro de 2012, fez uma participação na série Pedro & Bianca da TV Cultura com o personagem “Ladrão”.

## Circo
Em 2003, foi chamado para trabalhar no circo e então passou a misturar suas habilidades de dançarino com o lado cômico da arte do palhaço. Pial foi o primeiro artista no Brasil a levar acrobacias e estilos de hip hop para o circo. Nessa época, trabalhou com grandes companhias de circo e teatro como Circo Fractais, Cia K, Circo Escola Picadeiro, Pia Fraus, Parlapatões e Circo Roda Brasil, no qual viajou pelo Brasil com o espetáculo Stapafurdyo .
Após essa oportunidade, estudou com artistas do Cirque du Soleil, em escolas de humor e se aprofundou na comédia, através do palhaço/clown e stand-up comedy.
Em 2005, Pial esteve presente no 5° Festival Mundial de Circo em Belo Horizonte e, em 2011, participou do 4° Festival Paulista de Circo em Limeira com o espetáculo 3RS da Companhia Fractais de Circo, com texto e direção de Marcelo Castro.
Em 2008, dirigiu o espetáculo infantil Circo do Seu Léo e, em 2009, dirigiu o espetáculo infantil Quarteto Palhaço (vencedor do 4º Festival Nacional de Peças Infantis). Os dois espetáculos foram apresentados em diversas cidades de São Paulo, na Virada Cultural, entre outros eventos.
De 2008 a 2009, foi coordenador de dança e circo da Secretaria de Cultura de Mogi das Cruzes.

## Stand-up Comedy

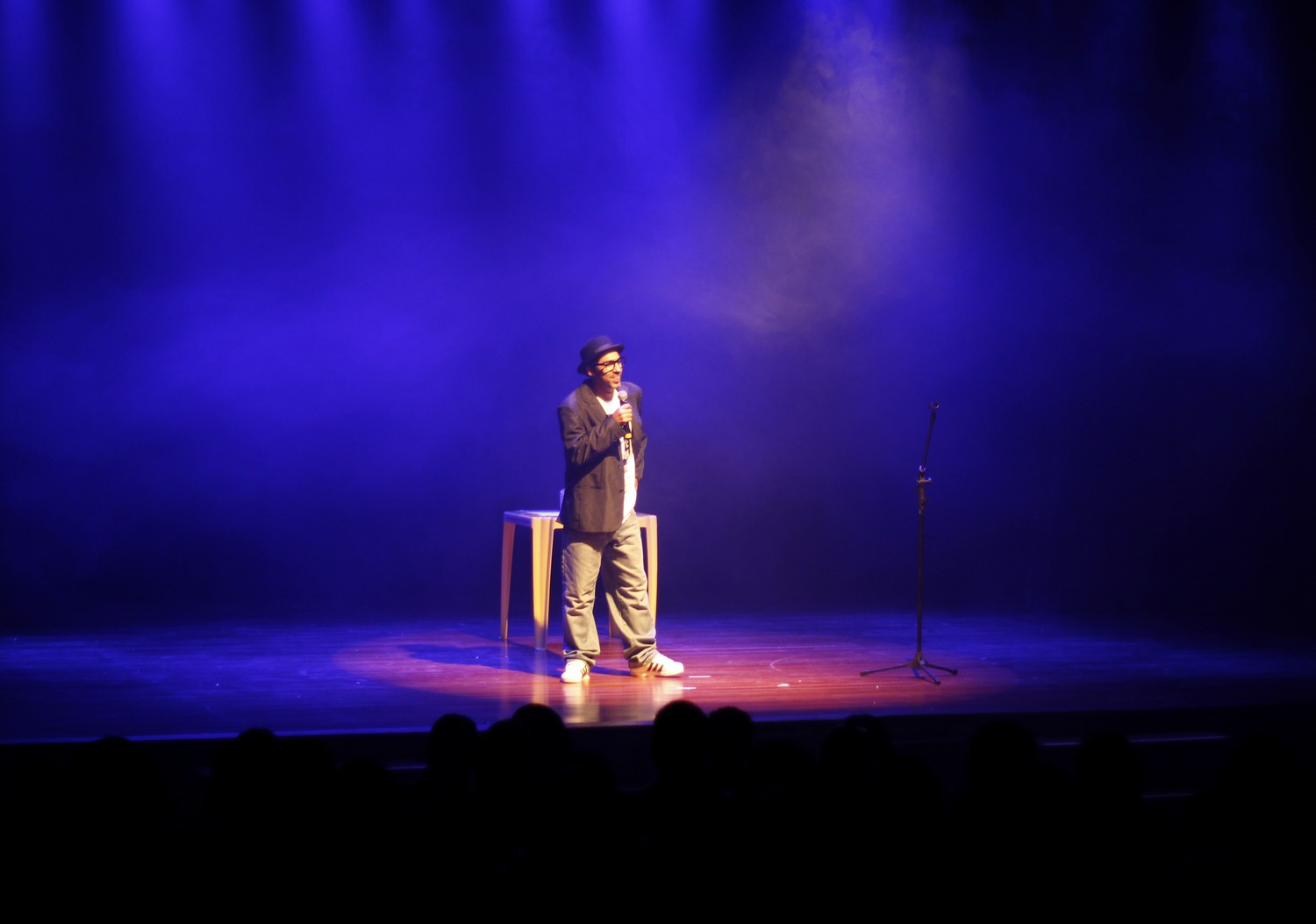
Márcio Pial apresentando seu show solo de Stand-up Comedy

Dirigiu e atuou no show de comédia Humor de 4, ficando em cartaz nos principais teatros de São Paulo em 2014, entre eles o Teatro Bibi Ferreira, o Paiol Cultural, o Teatro Eva Wilma e o Teatro Folha. Se apresentou na Virada Cultural Paulista em 2011 e 2012, em Mogi das Cruzes, com seu show solo de stand-up comedy. Em outubro de 2012, ficou em primeiro lugar no concurso Comedians Freak Show do bar Comedians Comedy Club e, em 2013, foi o segundo colocado no Concurso Folha de Stand-Up Comedy promovido pela Folha de S. Paulo. Em agosto de 2015, fez duas apresentações na atração Risadaria nos trilhos , na estação Osasco da CPTM, que fez parte da 6ª edição do festival Risadaria. Esta foi a primeira participação de Márcio Pial no festival.

### Super-Nóis, o Herói da Periferia

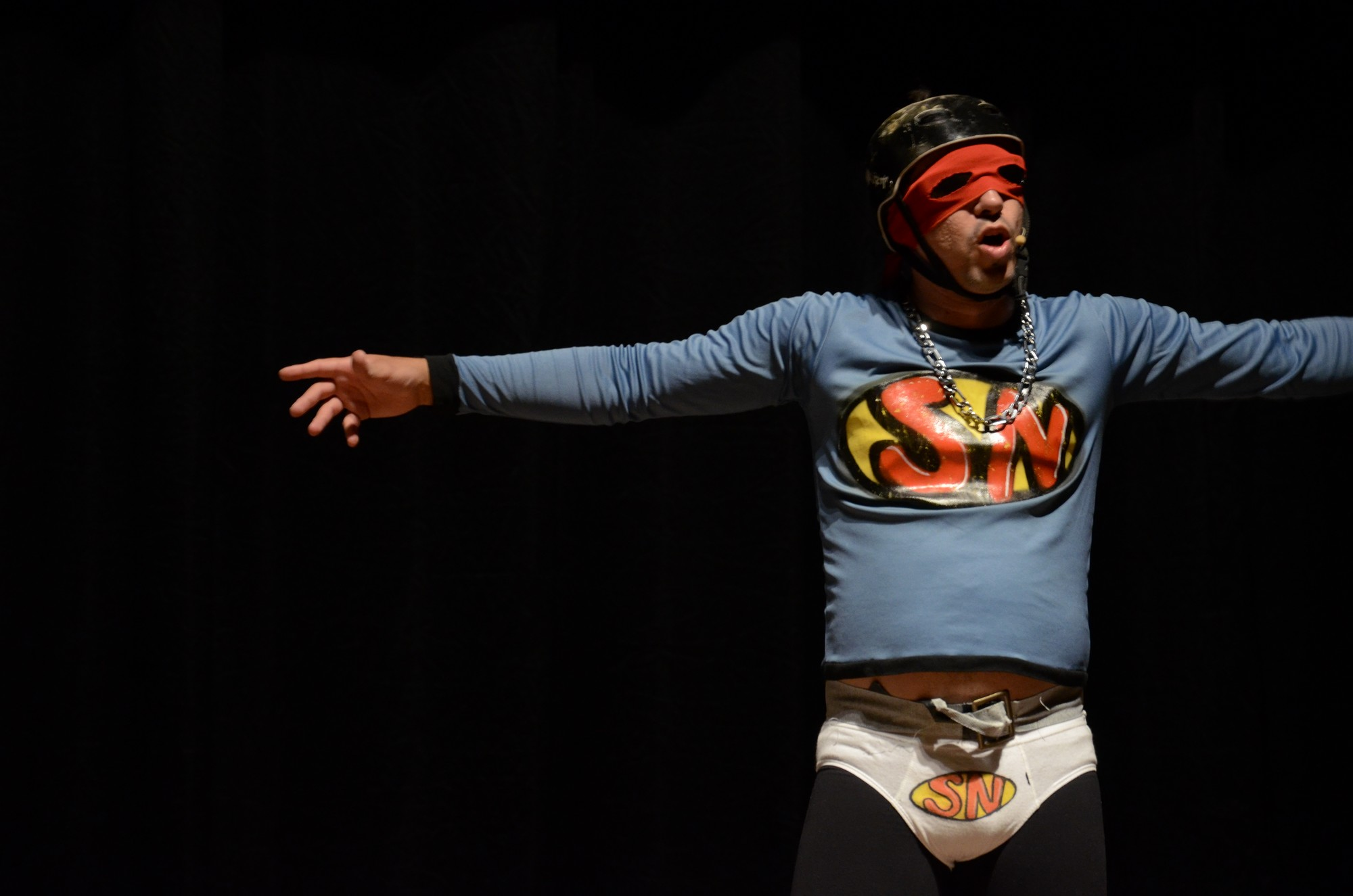
Márcio Pial em apresentação como Super-Nóis

Super-Nóis é um personagem criado por Márcio Pial e usado em seus shows de humor. Trata-se de um herói desempregado, que ainda não aprendeu a voar e que está fora de forma, mas possui uma missão muito importante: proteger a periferia, lugar onde nenhum outro super-herói consegue chegar devido à falta de infraestrutura. Em 2010, foi apresentado no programa Tudo É Possível da Rede Record no quadro Novos Talentos do Humor. 
O talk show "Super Nóis - O Herói da Periferia" é uma atração no formato de programa de TV que traz uma mistura de humor, circo, dança, teatro e cultura de rua em um espetáculo interativo com a plateia. Uma das características do show é entrevistar artistas anônimos para valorizar cada vez mais seus trabalhos como, por exemplo, um quadro de rimas improvisadas por MC de hip hop com temas dados pela plateia e um dançarino de danças urbanas que fala sobre os estilos e a origem do ‘Funk Soul’. Em cada cidade que o show passa, são escolhidos um ou dois artistas.

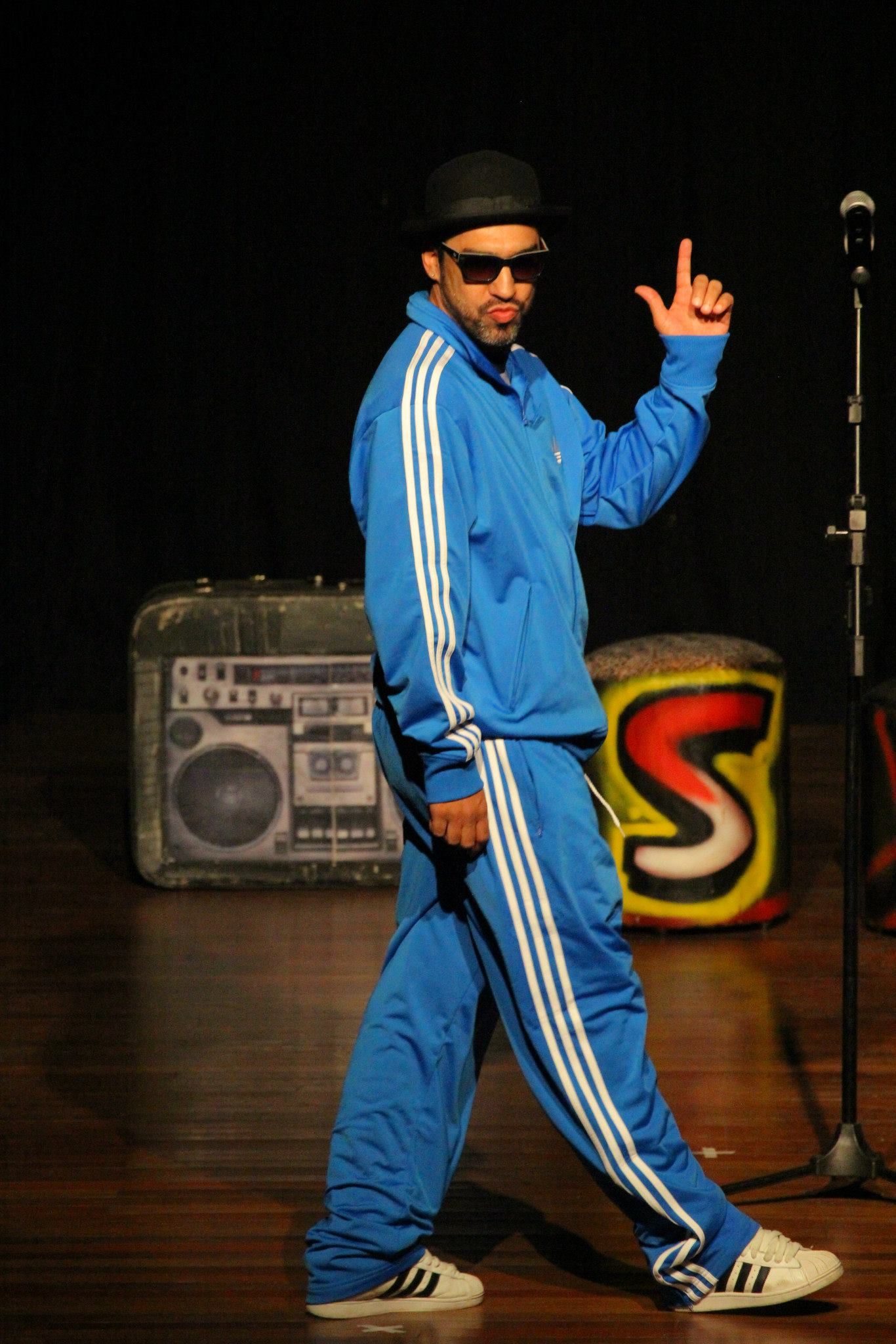
Márcio Pial durante o espetáculo Comedy Show: Uma Viagem aos Anos 80/90

### Márcio Pial Comedy Show – Uma Viagem aos Anos 80/90
Em 2015, Márcio Pial estreou seu show solo de comédia Marcio Pial Comedy Show – Uma Viagem aos Anos 80/90. O espetáculo, criado e dirigido pelo próprio humorista, faz um resgate à cultura dos anos 80 e 90 com elementos de humor, dança, música e circo. O show envolve stand-up comedy, performance musical, entrevistas em formato talk show e esquetes de humor com abordagem que evidencia a amizade, as brincadeiras da infância, a relação entre mãe e filho, os ícones do pop e o universo da periferia nos anos 80. Pial também comanda uma esquete na última parte do espetáculo em que três pessoas da plateia são convidadas a participar da cena.